# Bill Wilson (Politiker, 1963)
William Laurence Wilson, meist Bill Wilson, (* 11. Dezember 1963 in Paisley) ist ein schottischer Politiker und Mitglied der Scottish National Party (SNP).

## Leben
Wilson besuchte die Shawlands Academy und studierte anschließend an der University of Glasgow, der University of Aberdeen sowie an der Queen’s University Belfast. Danach war Wilson zehn Jahre lang als Wissenschaftler im Bereich Ökologie am zoologischen Institut der Universität Glasgow tätig. Nachdem er dann ein Jahr in Südamerika verbracht hatte, wechselte Wilson in den Bereich Informationstechnik.

## Politischer Werdegang
Nachdem Wilson zunächst Mitglied der Labour Party war, wechselte er in den späten 1980er Jahren zur Scottish National Party (SNP). Bei den Britischen Unterhauswahlen 1997 trat Wilson erstmals zu Wahlen auf nationaler Ebene an. Er kandidierte im Wahlkreis Glasgow Anniesland und unterlag dem Labour-Kandidaten und späteren Ersten Minister, Donald Dewar, deutlich. Bei den ersten Schottischen Parlamentswahlen im Jahre 1999 trat Wilson im Wahlkreis Glasgow Maryhill an, konnte sich aber nicht gegen die Labour-Politikerin Patricia Ferguson durchsetzen. Sowohl bei den Parlamentswahlen 2003 im Wahlkreis Glasgow Maryhill als auch bei den Unterhauswahlen 2005 im Wahlkreis Paisley and Renfrewshire North verpasste er jeweils das Direktmandat.
Im September 2003 stellte sich Wilson als Gegenkandidat zu John Swinney bei der Wahl zum Parteichef der SNP auf. Er unterlag Swinney mit 577:111 Stimmen. Bei den folgenden Parlamentswahlen 2007 erhielt er in seinem Wahlkreis West Renfrewshire nur die dritthöchste Stimmenanzahl. Da Wilson jedoch auf dem vierten Rang der Regionalwahlliste der SNP für die Wahlregion West of Scotland gesetzt war, erhielt er infolge des Wahlergebnisses eines von vier Listenmandaten für die SNP in dieser Wahlregion und zog erstmals in das Schottische Parlament ein. Zu den Parlamentswahlen 2011 trat Wilson nicht an und schied zum Ende der Legislaturperiode aus dem Parlament aus.